# Copa de Chipre (fútbol femenino)
La Copa de Chipre (Cyprus Cup en inglés) es un torneo amistoso anual de selecciones femeninas de fútbol. Se juega en marzo, al mismo tiempo que la Copa de Algarve. La primera edición la jugaron seis equipos, pero en 2009 se amplió a ocho y en 2011 a doce. La edición de 2013 se jugó en Larnaca, Nicosia y Paralimni.
Desde que se fundó en 2008, Canadá e Inglaterra han ganado tres ediciones respectivamente y Francia ha ganado 2. Canadá ha jugado siete de las primeras ocho finales, pero no volvió a participar.

## Formato
La Copa de Chipre utiliza el formato de dos fases siguiente:
La primera fase es una fase de grupos en la que los doce equipos invitados se dividen en tres grupos de cuatro equipos. Al igual que la Copa de Algarve, el primero que termine en el grupo A y grupo B tendrá el derecho a jugar por el título; el grupo C consta de equipos inferiores y el que termine primero de grupo solo tendrá el derecho a jugar por el tercer lugar.
La segunda fase es una fase solo de ida en la cual se jugarán seis partidos que implican a los doce equipos que juegan el torneo para determinar la clasificación final; los emparejamientos se hacen de la siguiente manera:
- 1.er lugar: ganadores de grupos A y B.
- 3.er lugar: ganador del grupo C y mejor segundo de los grupos A y B.
- 5.o lugar: segundo del grupo C y peor segundo de los grupos A y B.
- 7.o lugar: terceros lugares de los grupos A y B.
- 9.o lugar: tercer lugar en el grupo C y mejor cuarto lugar de los grupos A y B.
- 11.o lugar: cuarto lugar en el grupo C y peor cuarto lugar de los grupos A y B.

## Resultados
| Año          |                 | Campeón      | Final Resultado         | Subcampeón      |              | 3.er lugar           | Resultado | 4.º lugar |
| 2008 Detalle | Canadá          | 3:2          | Estados Unidos (sub-20) | Japón           | 2:1          | Países Bajos         |           |           |
| 2009 Detalle | Inglaterra      | 3:1          | Canadá                  | Francia         | 1:1 6:5 pen. | Nueva Zelanda        |           |           |
| 2010 Detalle | Canadá          | 1:0          | Nueva Zelanda           | Países Bajos    | 4:0          | Suiza                |           |           |
| 2011 Detalle | Canadá          | 2:1          | Países Bajos            | Francia         | 3:0          | Escocia              |           |           |
| 2012 Detalle | Francia         | 2:0          | Canadá                  | Italia          | 3:1          | Inglaterra           |           |           |
| 2013 Detalle | Inglaterra      | 1:0          | Canadá                  | Nueva Zelanda   | 2:1          | Suiza                |           |           |
| 2014 Detalle | Francia         | 2:0          | Inglaterra              | Corea del Sur   | 1:1 3:1 pen. | Escocia              |           |           |
| 2015 Detalle | Inglaterra      | 1:0          | Canadá                  | México          | 3:2          | Italia               |           |           |
| 2016 Detalle | Austria         | 2:1          | Polonia                 | Italia          | 3:1          | República Checa      |           |           |
| 2017 Detalle | Suiza           | 1:0          | Corea del Sur           | Corea del Norte | 2:0          | República de Irlanda |           |           |
| 2018 Detalle | España          | 2:0          | Italia                  | Corea del Norte | 2:1          | Suiza                |           |           |
| 2019 Detalle | Corea del Norte | 3:3 7:6 pen. | Italia                  | Bélgica         | 0:0 3:2 pen. | Suiza                |           |           |
| 2020 Detalle | Croacia         |              | Finlandia               | México          |              | República Checa      |           |           |
| 2023 Detalle | Finlandia       |              | Croacia                 | Rumania         |              | Hungría              |           |           |

## Palmarés
| Equipo                | Campeón              | Subcampeón                 | Tercer lugar   |
| --------------------- | -------------------- | -------------------------- | -------------- |
| Canadá                | 3 (2008, 2010, 2011) | 4 (2009, 2012, 2013, 2015) |                |
| Inglaterra            | 3 (2009, 2013, 2015) | 1 (2014)                   |                |
| Francia               | 2 (2012, 2014)       |                            | 2 (2009, 2011) |
| Finlandia             | 1 (2023)             | 1 (2020)                   |                |
| Croacia               | 1 (2020)             | 1 (2023)                   |                |
| España                | 1 (2018)             |                            |                |
| Suiza                 | 1 (2017)             |                            |                |
| Austria               | 1 (2016)             |                            |                |
| Polonia               |                      | 2 (2011, 2016)             | 1 (2010)       |
| Países Bajos          |                      | 1 (2011)                   | 1 (2010)       |
| Nueva Zelanda         |                      | 1 (2010)                   | 1 (2013)       |
| Estados Unidos sub-20 |                      | 1 (2008)                   |                |
| Italia                |                      | 2 (2018, 2019)             | 2 (2012, 2016) |
| México                |                      |                            | 2 (2015, 2020) |
| Japón                 |                      |                            | 1 (2008)       |
| Corea del Sur         |                      | 1 (2017)                   | 1 (2014)       |
| Rumania               |                      |                            | 1 (2023)       |

## Máximas goleadoras
- 2009: Manon Melis (NED) y Christine Sinclair (CAN) con 4
- 2010: Amber Hearn (NZL) y Manon Melis (NED) con 4
- 2011: Marie-Laure Delie (FRA) con 6
- 2012: Linda Sällström (FIN) con 4
- 2013: Sanna Talonen (FIN) y Ellen White (ENG) con 3
- 2014: Lisa Evans (SCO) con 4
- 2015: Kim Little (SCO) con 5
- 2016: Nina Burger (AUT) y Lucie Voňková (CZE) con 3
- 2017: Rosie White (NZL) con 3
- 2018: Kožárová (CZE), Girelli (ITA), Alanen (FIN) y Kim (PRK) con 3
- 2019: Kim Yun-mi (PRK) con 5
- 2020: Izabela Lojna (CRO) y Kaisa Collin (FIN) con 2
- 2023: Linda Sällström (FIN) con 4